# Гаррі Леннікс
Га́ррі Ле́ннікс (англ. Harry Lennix) — американський актор кіно і телебачення.

## Біографія
Гаррі Леннікс-третій народився 16 листопада 1964 року в Чикаго в сім'ї прачки Лілліан Клео і машиніста Гаррі Леннікса-молодшого. Має двох старших братів і старшу сестру. Закінчив вищу школу Quigley South, а потім — Північно-Західний університет за спеціальністю «Акторська майстерність і режисура». Після закінчення навчання деякий час викладав в одній з шкіл рідного міста, потім переїхав до Лос-Анджелеса.
З 1989 року знімається в кіно, з 1995 — в серіалах.
20 червня 2009 одружився з директоркою з розвитку бізнесу компанії ICV Capital Partners Дьєн Ніколь Грейвс.

## Деякі роботи

### Кіно і телебачення
- 1989 — Доставити за призначенням /The Package (film) | The Package — солдат
- 1991 — П'ять гарячих сердець / The Five Heartbeats — костюмер
- 1992 — Гроші, гроші, ще гроші / Mo 'Money — Том Ділтона
- 1992 — Боб Робертс / Bob Roberts — Франклін Докетт
- 1994 — Охоронець Тесс / Guarding Tess — Кенні Янг
- 1995 — Товкачі / Clockers — Білл Волкер
- 1996 — Сідай в автобус / Get on the Bus — Ренделл
- 1997 — Швидка допомога / ER — доктор Грег Фішер (в шести епізодах)
- 1997–1998 — Діагноз: вбивство / Diagnosis: Murder — агент Рон Вагнер (у шести епізодах)
- 1998 — Де тебе носило? / Since You've Been Gone — Джордан Кардозо
- 1998, 2003 — Практика / The Practice — різні ролі (у двох епізодах)
- 1999 — Тит / Titus — Аарон, мавр
- 1999 — Справедлива Емі / Judging Amy — містер Ньюман (в одному епізоді)
- 1999 — Військово-юридична служба / JAG — агент Джон Ніколс (в одному епізоді)
- 2000 — Любов і баскетбол / Love & Basketball — Натан Райт
- 2002 — Гарбуз / Pumpkin — Роберт Мірі, вчитель поезії
- 2002 — Відшкодування збитків / Collateral Damage — Дрей
- 2003 — Матриця: Перезавантаження / The Matrix Reloaded — командор Джейсон Лок
- 2003 — Матриця: Революція / The Matrix Revolutions — командор Джейсон Лок
- 2003 — Заплямована репутація / The Human Stain — містер Сілк
- 2004 — Перукарня 2: Знову в справі / Barbershop 2: Back in Business — Квентін Леруа
- 2004 — Нульовий підозрюваний / Suspect Zero — Річ Чарлтон
- 2004 — Рей / Ray — Джо Адамс
- 2005 — Доктор Хаус / House, MD — Джон Генрі Гайлс, пацієнт, легендарний джазмен (сезон 1, епізод 8)
- 2005–2006 — Жінка-президент / Commander in Chief — Джим Гарднер, начальник штабу Білого дому (у дев'ятнадцяти епізодах)
- 2007 — Братство танцю / Stomp the Yard — Нейт
- 2007 — Воскрешаючи чемпіона / Resurrecting the Champ — Боб Саттерфілд-молодший
- 2007 — Через Всесвіт / Across the Universe — сержант
- 2007 — 24 години / 24 — Валід Аль-різані (у шести епізодах)
- 2008 — Наша Бріташа в Америці / Little Britain USA — Президент США (у чотирьох випусках)
- 2009 — Велика гра / State of Play — детектив Дональд Белл
- 2009–2010 — Ляльковий дім / Dollhouse — Бойд Ленгтон (в двадцяти семи епізодах)
- 2010 — Під прикриттям / Undercovers — Гері Блум (в одному епізоді)
- 2011 — Закон і порядок: Лос-Анджелес / Law & Order: LA — агент Боссі (в одному епізоді)
- 2012 — Доктор Емілі Оуенс / Emily Owens, MD — Тім Дюпре (у чотирьох епізодах)
- 2013 — Людина зі сталі / Man of Steel — генерал Суонвік
- 2013 — Чорний список / The Blacklist — Гарольд Купер (регулярно)
- 2021 — Ліга справедливості Зака Снайдера /Zack Snyder's Justice League — Марсіанський Мисливець

### Відеоігри
- 2003 — Enter the Matrix — командер Лок
- 2005 — The Matrix Online — командер Лок